# تلتونیکا

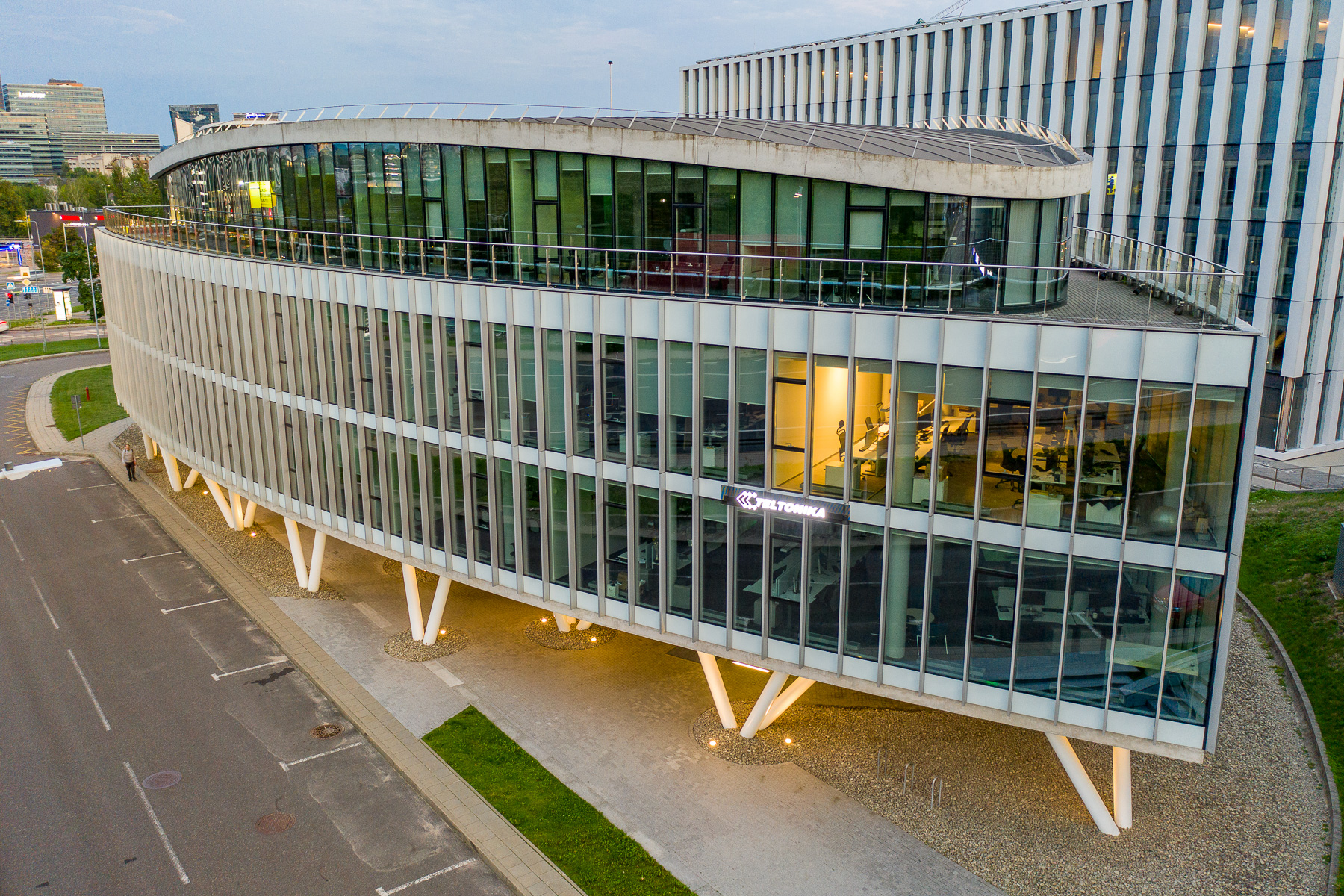
شرکت تلتونیکا

تلتونیکا تولیدکننده لیتوانیایی محصولات IT است. این شرکت تجهیزات مدیریت حمل و نقل و شبکه را تولید می‌کند. از سال ۲۰۱۸ با توجه به داده‌ها، روترهای صنعتی اینترنت اشیاء توسعه یافته توسط این شرکت، در بازار اروپا پیشرو هستند. شرکت مدیریت تلتونیکا دارای چهار شرکت با سرمایه لیتوانیایی است که در حال توسعه حوزه‌های تجاری مختلف هستند. طبق داده‌های سال ۲۰۱۸، این شرکت محصولات خود را به حدود ۲۰۰۰ مشتری در سراسر جهان عرضه می‌کند. ظرفیت تولید کل گروه شرکت‌ها یک میلیون واحد در ماه است.
در سال ۲۰۲۰، در طول همه‌گیری کووید-۱۹، «تلتونیکا» اولین دستگاه تهویه مصنوعی ریه را در لیتوانی تولید کرد، که برای این تولید آرویداس پائوکشتیس، بنیانگذار و مدیر شرکت، نشان صلیب شوالیه برای خدمت به لیتوانی دریافت کرد. رئیس این شرکت در فهرست تأثیرگذارترین تاجران لیتوانی در رتبه ۲۵ قرار دارد.

## تاریخچه
این شرکت در ۱۵ آوریل سال ۱۹۹۸ ثبت شد. در سال ۲۰۰۷ تلتونیکا اولین روتر همراه خود را با نام RUT100 تولید کرده است. یک بخش جدید به نام تلتونیکا نتورک برای توسعه تجهیزات شبکه ایمن و با استفاده آسان تشکیل شد. در این سال شرکت تلتونیکا در نمایشگاه Infobalt 2007 اولین تلفن همراه ساخت لیتوانی با نام TEL202 را با امکان استفاده همزمان از دو سیم کارت را ارائه کرد.
در سال ۲۰۰۹ این شرکت دستگاه‌های جدید "GH3000" را معرفی کرد که هدف از آن انتقال سریع موقعیت مکانی کاربر و درخواست کمک در مواقع اضطراری است. این دستگاه‌ها زمینه جدیدی را برای ردیابی ایجاد کردند. در سال ۲۰۱۹ تلتونیکا خط مونتاژ محصول کاملاً خودکاری را در تولید خود نصب کرده است که در آن شش ربات مسئولیت چرخه کامل مونتاژ قطعات تجهیزات از ادغام برد الکترونیکی اصلی در بدنه تا حکاکی لیزری اطلاعات محصول نهایی را بر عهده دارند.

## محصولات
این شرکت به دلیل تولید تجهیزات مدیریت حمل و نقل و شبکه بسیار شناخته شده است. محصولات تلتونیکا به ویژه در حوزه اینترنت اشیا (IoT) بسیار محبوب هستند.
محصولات تلتونیکا طیف گسترده‌ای از کاربردها را پوشش می‌دهند، از جمله:
- ردیابی وسایل نقلیه: این شرکت انواع مختلفی از ردیاب‌های GPS برای خودروها، کامیون‌ها، اتوبوس‌ها و سایر وسایل نقلیه تولید می‌کند. این ردیاب‌ها امکان می‌دهند موقعیت دقیق وسیله نقلیه را در هر زمان و مکانی پیگیری کرد.[۱۹]
- مدیریت ناوگان: با استفاده از محصولات تلتونیکا می‌توان ناوگان حمل و نقل را مدیریت کرد. این محصولات این امکان را می‌دهند مصرف سوخت، سرعت خودروها، زمان توقف‌ها و سایر پارامترهای مهم را نظارت کرد.[۲۰]
- اینترنت اشیا (IoT): تلتونیکا روترهای صنعتی اینترنت اشیاء (IoT) تولید می‌کند که برای اتصال دستگاه‌های مختلف به اینترنت استفاده می‌شوند. این روترها در صنایع مختلفی مانند کشاورزی، انرژی و تولید مورد استفاده قرار می‌گیرند.[۲۱]

### کاربرد محصولات تلتونیکا
کاربردهای محصولات تلتونیکا عبارتند از:

#### مدیریت ناوگان هوشمند
- بهینه‌سازی مسیرها: با استفاده از داده‌های موقعیت‌یابی، الگوریتم‌های هوشمند می‌توانند بهترین مسیرها را برای رسیدن به مقصد پیشنهاد دهند و در نتیجه هزینه‌های سوخت و زمان را کاهش دهند.
- نظارت بر رانندگان: رفتار رانندگان مانند سرعت، شتاب‌گیری و ترمزگیری را می‌توان به صورت دقیق اندازه‌گیری و تحلیل کرد. این امر به بهبود ایمنی رانندگی و کاهش هزینه‌های ناشی از تصادف کمک می‌کند.[۲۲]
- مدیریت نگهداری و تعمیرات: با نظارت بر وضعیت خودروها و تجهیزات، می‌توان زمان تعمیرات پیش‌بینی شده را برنامه‌ریزی کرد و از خرابی‌های ناگهانی جلوگیری کرد.

#### مدیریت دارایی‌ها
- ردیابی اموال: با نصب دستگاه‌های ردیابی بر روی اموال با ارزش، می‌توان از سرقت آن‌ها جلوگیری کرد و در صورت وقوع سرقت، موقعیت آن‌ها را به سرعت پیدا کرد.

#### نظارت بر محیط زیست
- پایش کیفیت هوا: دستگاه‌های تلتونیکا می‌توانند برای اندازه‌گیری آلاینده‌های هوا در مناطق مختلف استفاده شوند.
- نظارت بر سطح آب: با استفاده از سنسورهای مناسب، می‌توان سطح آب در مخازن، رودخانه‌ها و دریاچه‌ها را اندازه‌گیری کرد.

#### کشاورزی هوشمند
- نظارت بر شرایط محیطی: دما، رطوبت، نور و سایر پارامترهای محیطی مزرعه را می‌توان به صورت مداوم اندازه‌گیری کرد تا شرایط بهینه برای رشد گیاهان فراهم شود.
- مدیریت آبیاری: با استفاده از سنسورهای رطوبت خاک، می‌توان به صورت خودکار سیستم آبیاری را کنترل کرد و از هدر رفتن آب جلوگیری کرد.

## فناوری‌ها
- GPS و GNSS: هسته اصلی بسیاری از محصولات تلتونیکا را سیستم‌های موقعیت‌یابی جهانی تشکیل می‌دهند. با استفاده از این فناوری، دستگاه‌ها قادر به تعیین دقیق موقعیت خود در هر نقطه از کره زمین هستند.
- GSM/GPRS/LTE: برای برقراری ارتباط بین دستگاه‌ها و سرور مرکزی، تلتونیکا از شبکه‌های ارتباطی موبایل استفاده می‌کند. این امر امکان انتقال داده‌ها و دستورها را در زمان واقعی فراهم می‌آورد.
- سنسورها: علاوه بر GPS، تلتونیکا از طیف وسیعی از سنسورها مانند شتاب‌سنج، ژیروسکوپ، سنسور دما، و سنسور رطوبت استفاده می‌کند. این سنسورها اطلاعات مفیدی در مورد وضعیت دستگاه و محیط اطراف آن جمع‌آوری می‌کنند.
- پلتفرم نرم‌افزاری قدرتمند: تلتونیکا یک پلتفرم نرم‌افزاری جامع برای مدیریت و تحلیل داده‌های جمع‌آوری شده از دستگاه‌ها ارائه می‌دهد. این پلتفرم به کاربران امکان می‌دهد تا به صورت آنلاین به داده‌های دستگاه‌های خود دسترسی داشته باشند و گزارش‌های مختلفی را تولید کنند.